# Solovjovo
Solovjovo (russisk: Соловьёво; finsk: Taipale), tidligere Taipale, er et mindre bysamfund i Leningrad oblast i Rusland. Det ligger ved bredden af Ladogasøen på det Karelske næs, ca. 100 sydøst for den finsk-russiske grænse. Vuoksiflodens sydlige arm Burnaya løber ud i Ladoga ved Solovjovo.

## Historie
Taipale lå ved Mannerheimlinjen under Vinterkrigen, ca. 20 km fra den sovjetiske grænse. Den blev kendt for de kraftige kampe, der blev udkæmpet der under Vinterkrigen, og blev holdt af finske tropper indtil krigens slutning, hvor hele det Karelske Næs blev afstået til Sovjetunionen. 
Under Fortsættelseskrigen lå Taipale i enden af VT-linjen og VKT-linjen, to forsvarslinjer som finnerne byggede for at bremse en eventuel Sovjetisk offensiv på det Karelske Næs. 
Erindringen om Taipale repræsenterer i både Rusland og Finland tragedien om tusinder af unge sønner brødre og fædre som døde i kamp.
60°37′36″N 30°30′21″Ø / 60.6267°N 30.5058°Ø